# 葛家满族乡
葛家满族乡是中华人民共和国辽宁省葫芦岛市绥中县下辖的一个民族乡。

## 行政区划
葛家满族乡下辖以下村级行政区划单位：
广裕店村、木掀沟村、石棚沟村、小盘岭村、葛家屯村、平台子村、新房子村、二道房子村、高鹦村和陈家屯村。